# Битва под Кессельсдорфом
Битва под Кессельсдорфом (нем. Schlacht bei Kesselsdorf) — решающее сражение между прусскими и союзными саксонско-австрийскими войсками во второй силезской войне, произошедшее 15 декабря 1745 года во время войны за австрийское наследство западнее столицы курфюршества Саксонии Дрездена. Результатом стало подписание дрезденского мира.

## Предыстория

### Вторая силезская война
5 июня 1744 года Пруссия подписала союзнический договор с Францией, находившейся в состоянии войны с Австрией. Подписанием этого договора Фридрих II обязывался уже в августе также вступить в войну, и 1 июля он начал мобилизацию своих войск.
5 августа его министр Валленрот прибыл к курфюрсту Саксонии Фридриху Августу II и потребовал пропустить через Саксонию прусские войска, направляющиеся в Богемию, с целью захвата Праги. Получив согласие, 10 августа Пруссия объявила Австрии войну, у историков получившее название «Второй силезской войны». Несмотря на то что пруссакам было разрешено продвижение через Саксонию, саксонское правительство, согласно договору с Австрией о взаимопомощи в случае войны, решило направить ей вооружённую помощь в 20 тысяч солдат. К декабрю 1745 года центр боевых действий переместился в непосредственную близость к саксонской столице.

## Перед сражением
К 13 декабря 1745 года прусские войска, разделённые на две армии, находились, примерно в 20 км от Дрездена: одна, под командованием князя Леопольда, на левом берегу Эльбы в районе Мейсена; вторая, под командованием короля Фридриха II, на правом берегу — в районе Кёнигсбрюка. Союзники предполагали, что Фридрих II не начнёт наступление на Дрезден, так как для овладения городом ему сначала было необходимо форсировать Эльбу; тем более, он располагал меньшим количеством войск.
Хотя такой ход событий военным советом союзников в Дрездене не исключался, было решено, оставив в городе 3-тысячный гарнизон, выдвинуть войска против армии князя Леопольда. Союзники приняли решение расположить свои войска между Кессельсдорфом и Эльбой, перекрыв «старую» дорогу из Мейсена в Дрезден, проходящую через Вильсдруфф, Кауфбах, Штайнбах, Цёлльмен и Пернних, по которой, как предполагалось, князь Леопольд должен был вести свои войска на Дрезден.
В этот же день саксонско-австрийские войска заняли боевые позиции, проведя до дня сражения почти двое суток на морозе в плохо обогреваемых палатках. Иначе поступить командованию не представлялось возможным, поскольку было неизвестно, как быстро пруссаки преодолеют расстояние от Мейсена до места, выбранного для сражения (примерно 15 км); иначе существовала угроза, что союзники, расквартированные в деревнях в пригородах Дрездена на значительном расстоянии друг от друга, не могли быть собраны на позиции в нужный момент. Поражения и отступления последних месяцев, плохое обеспечение продовольствием, дровами для отопления и фуражом, а также задержки с выплатой жалования отрицательно повлияли на моральное состояние союзнических войск. К тому же положение союзников отягощалось более выгодным стратегическим расположением прусских войск и невозможностью использовать для обороны Дрездена его устаревших крепостных сооружений.
14 декабря к Дрездену на помощь союзникам прибыла армия принца Карла, которая давала перевес в живой силе.
К 14 декабря противники располагали следующими силами.
- Прусские войска:
  - армия короля Фридриха II — 27 батальонов пехоты, 40 эскадронов кавалерии,
  - армия князя Леопольда — 35 батальонов пехоты, 95 эскадронов кавалерии (около 33 400 человек).
- Саксонско-австрийские войска:
  - армия фельдмаршала Рутовского (с австрийским корпусом генерала Грюнне) — 39 батальонов пехоты, 49 эскадронов кавалерии, 4 полка уланов (всего около 33 900 человек),
  - гарнизон Дрездена — около 3000 человек,
  - армия принца Карла (со вспомогательным саксонским корпусом) — около 18 800 человек.

## Ход сражения
14 декабря князь Леопольд распорядился о выдвижении своих войск из Майсена четырьмя маршевыми колоннами. Утром 15 декабря они достигли Вильсдруффа (примерно 6 км от Кессельсдорфа), где в 9 часов передовой отряд пруссаков столкнулся с двумя эскадронами саксонской лёгкой кавалерией генерал-лейтенанта Зыбилского, высланными для разведки. В завязавшемся бою прусским драгунам генерала Штоша удалось отбить атаку саксонских гусаров, которые стали отступать к Кессельсдорфу. Преследуя противника прусская кавалерия попала в зону досягаемости саксонской тяжёлой артиллерии, была обстреляна и вынуждена отступить.

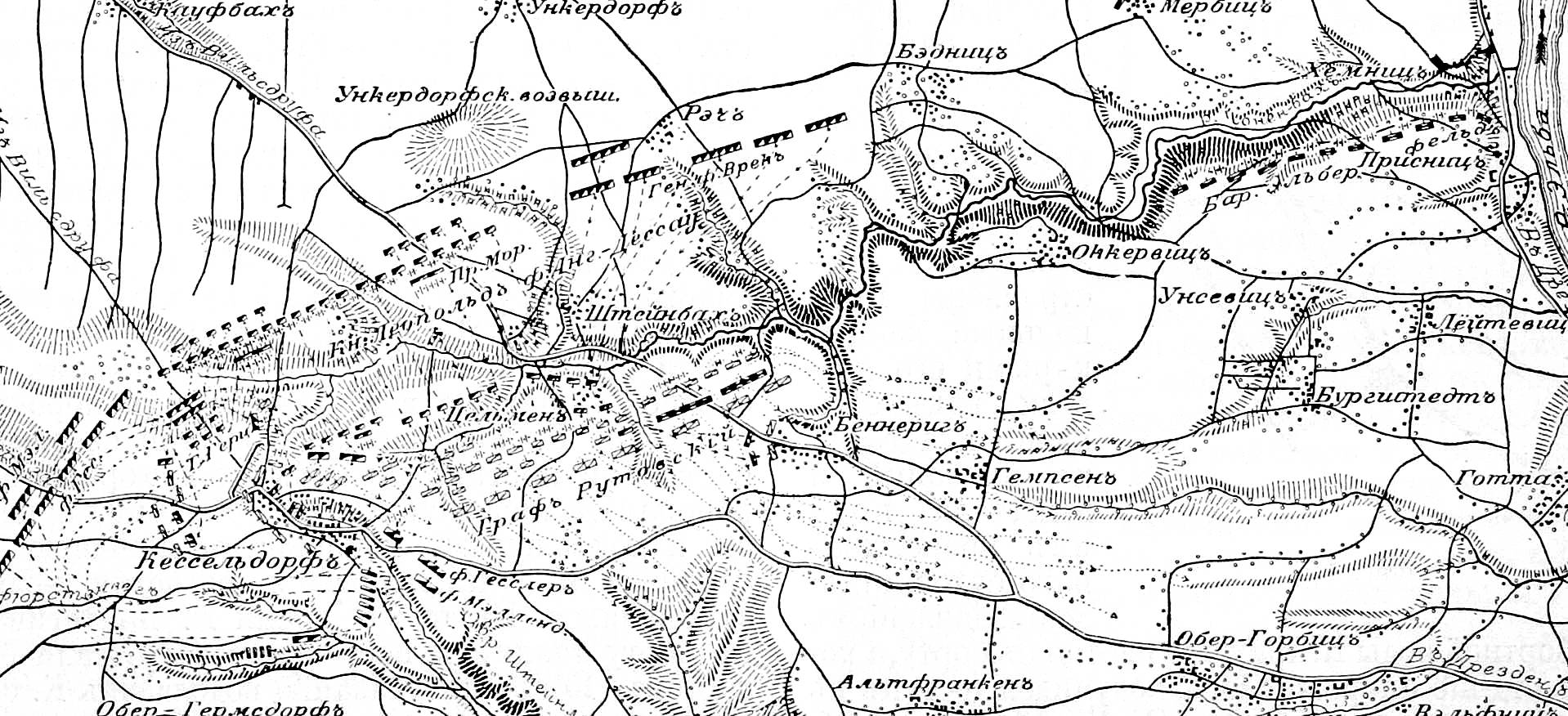
Карта битвы
(рисунок из статьи «Кессельдорф»
«Военная энциклопедия Сытина»)

В 11 часов князь Леопольд, узнав о расположении саксонско-австрийской армии, отдал приказ о перестроении своих войск в боевые порядки. С 12 часов началась артиллерийская подготовка, саксонцы безуспешно попытались обстрелять боевые порядки пруссаков, а пруссаки — артиллерийские позиции саксонцев.
После 14 часов «Старый дессауец» отдал приказ о наступлении гренадерских батальонов правого фланга.
Своё наступление пруссаки начали силами пехотных батальонов из центра и батальонами правого фланга: сын Леопольда, принц Мориц, с одиннадцатью батальонами получил приказ наступать в направлении деревень Штайнбах и Цёльмен; генерал-лейтенант Левальдт на южную окраину Кессельсдорфа и правое крыло главной артиллерийской батареи саксонцев; гренадерские батальоны Кляйнста, Мюхова, Плото и три анхальтских пехотных батальона на главную батарею с юго-западного направления. Одновременно на передовые позиции была выдвинута прусская тяжёлая артиллерия, начавшая усиленный обстрел позиций противника картечью.

На правом фланге под Дессауский марш пруссаки медленно продвигались по заснеженной местности и несли огромные потери от артиллерийского и ружейного огня саксонцев. 
«Прусские гренадеры, поднимаясь в гору, шли на приступ, но снова и снова отбрасывались картечью в долину, заполняющуюся трупами. Мороз делал страшную картину ещё страшнее — покалеченные и убитые замерзали на месте, промёрзшая земля не впитывала кровь и она замерзала красными лужами.»
«Натыкаясь вблизи на сильный картечный и ружейный огонь, прусские батальоны открывали ответную стрельбу, так что сражающиеся ряды исчезали в плотном пороховом дыму.»
 Пруссакам силами шести батальонов удалось достичь и частично захватить главную батарею саксонцев, так что артиллерийские расчёты бросили свои орудия и отступили за позиции гренадеров, находящихся в десятке метров сзади, на окраине деревни.
«На подходе к деревне у главной батареи убитые лежали горами, в заснеженной низине тут и там также виднелись трупы. Земля была залита кровью, которая на морозе превращалась в лёд, так что ещё в течение двух недель оставались замёрзшие кровавые лужи.»
Саксонский генерал-лейтенант Вильстер с двумя батальонами гренадеров (саксонским — майора Гфига и австрийским под командованием Ле Фее) предпринял контратаку, в результате которой союзникам удалось выбить пруссаков с батареи. Остатки прусских подразделений потерявших до половины личного состава, не оказывая большого сопротивления, начали отступать.

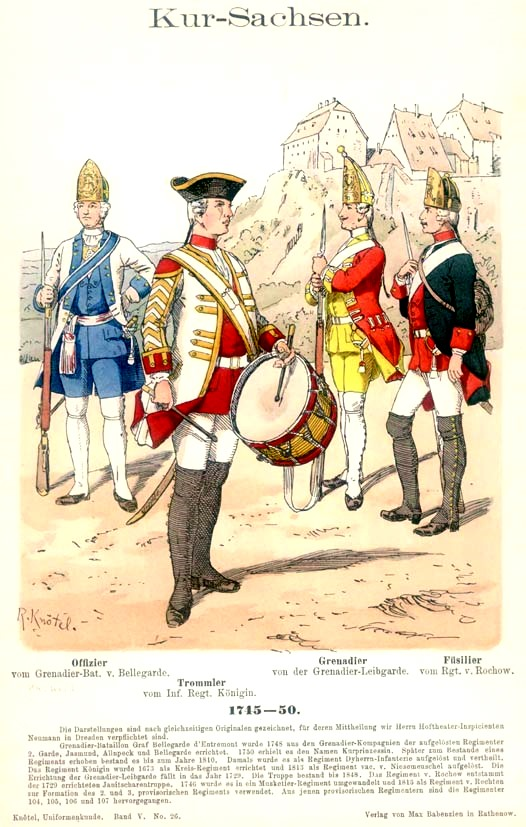
Саксонские солдаты.

Саксонские гренадеры, после удачной контратаки увидев бегство пруссаков, покинули свою сильную оборонительную позицию и бросились в стремительное преследование пруссаков. Майор Гфиг отдал приказ расположиться своему батальону с правой стороны от батареи по линии батальона фризской пехоты, но генерал Вильстер, не дожидаясь от командовавшего левым флангом обороны Кессельсдорфа генерал-майора фон Альнпека распоряжений о дальнейших действиях, отдал приказ стоявшим в его подчинении майору Гфигу и обер-лейтенанту фон Фойгту, командовавшему батальоном Ле Фее, о преследовании отступающего противника. Это решение было вызвано, кроме всего прочего, возможностью завладеть прусской батареей лёгкой артиллерии, оказавшейся в результате неудачной атаки пруссаков, без прикрытия. «Господа гренадеры! Вперёд! Противник разбит! Мы должны его преследовать!» — с этими словами Вильстер повёл батальоны в атаку. Преследуя неприятеля им удалось захватить прусскую батарею и продвинуться примерно на 600 метров вперёд. Но при этом они остались без флангового прикрытия и оказались между позициями пруссаков и собственной артиллерии, чем затруднили артиллеристам ведение огня. А через некоторое время саксонская батарея вообще была вынуждена прекратить обстрел противника на левом фланге, так как в зоне поражения оказались ещё три батальона саксонской пехоты (Брюггена, Юттеродта и Герсдорффа), которые стали выдвигаться для флангового прикрытия гренадеров.
В этот момент контратакующие саксонцы были подвергнуты массированной атаке драгун прусской кавалерии. Шок от атаки отбросил саксонцев назад, и через их прежнюю позицию в Кессельсдорфе они были вытеснены с поля боя. В это же время принц Мориц лично возглавил пехотный полк, который прорвался через саксонский центр. Полк, хотя и был изолирован, удерживал свои позиции, в то время как другие прусские полки пытались, но не смогли соединиться с ним из-за упорства саксонской обороны. В конце концов, успех Леопольда в взятии Кессельсдорфа принёс свои плоды, и саксонский фланг был прогнут, в результате чего саксонская линия рухнула, а их армия бежала с наступлением ночи.
Потери пруссаков составили более тысячи шестисот убитыми и более трёх тысяч ранеными; в то время как потери саксонцев составили около четырёх тысяч убитыми и ранеными, почти семь тысяч были взяты в плен, и также захвачены сорок восемь пушек и семь штандартов. Во время сражения австрийцы справа не произвели ни единого выстрела, в то время как Карл, который достиг Дрездена и мог не слышать выстрелы пушек, не захотел прийти на помощь своему союзнику.

## Результаты
Саксонцы в панике бежали через Дрезден, не обращая внимания на присутствие Карла и его 18-тысячной армии и готовность австрийцев возобновить сражение. Леопольд соединил свои силы с войсками Фридриха, который был так рад победе, что лично обнял Леопольда. Затем саксонцы покинули Дрезден, который Фредрик и Леопольд заняли 18 декабря, потребовав его безоговорочной капитуляции. Впоследствии австрийцы немедленно начали переговоры о мире. 25 декабря Фридрих завершил переговоры с эмиссарами императрицы Марии Терезии и короля Августа III. Саксонское правительство рукой своего министра Генриха фон Брюля подписало Дрезденский мирный договор, который закончил Вторую Силезскую войну. Пруссия оставила своего союзника, Францию, вести войну за австрийское наследство в одиночку.

## Память

Памятный знак на месте расположения саксонских артиллерийских батарей

О мирном договоре, заключенном в 11:30 утра, до сих пор вспоминают ежедневные обеденные звоны в церкви того времени Санкт-Катариненкирхе в Кессельсдорфе. Кроме того, в 1788 году в память об этом сражении был создан медленный военный марш саксонской лейб-гвардии, получивший название «Дер Кессельсдорфер», истоки которого, как говорят, относятся к 1745 году.